# Rhamphomyia subacuta
Rhamphomyia subacuta är en tvåvingeart som beskrevs av Bartak 2002. Rhamphomyia subacuta ingår i släktet Rhamphomyia och familjen dansflugor.
Artens utbredningsområde är Oregon. Inga underarter finns listade i Catalogue of Life.